# Cámping (Córdoba)
Cámping, también llamado El Cámping, es un barrio de la ciudad de Córdoba (España), perteneciente al distrito Norte-Sierra. Está situado en zona sur del distrito. Limita al norte con los barrios de El Tablero y Asomadilla; al sur, con los barrios de Valdeolleros, Santa Rosa y Huerta de San Rafael; y al oeste, con el barrio de Arruzafilla.